# 유전 표지자
유전 표지자(genetic marker)는 DNA 서열로 사람 또는 동물에게서 염색체의 알려진 위치를 확인할 수 있는 것이다. 유전 표지자는 유전자자리에 있는 돌연변이나 변형에 의해 일어난 다양성을 보여줄 수 있다. 유전 표지자는 짧은 DNA서열로, 예를 들어 하나의 염기의 변화로 생긴 단일뉴클레오타이드 다형태(SNP) 같은 것들이 있다.
오랫 동안 유전자 지도는 혈액형이나 씨앗의 모양처럼 표현형으로만 표현되는 것에 그쳤다. 표현형으로 나타나는 종류는 그 수가 제한되어있기에 유전자 지도를 작성하기에 어려움이 있었다.

## 종류
일반적으로 사용되는 유전 표지자들은,

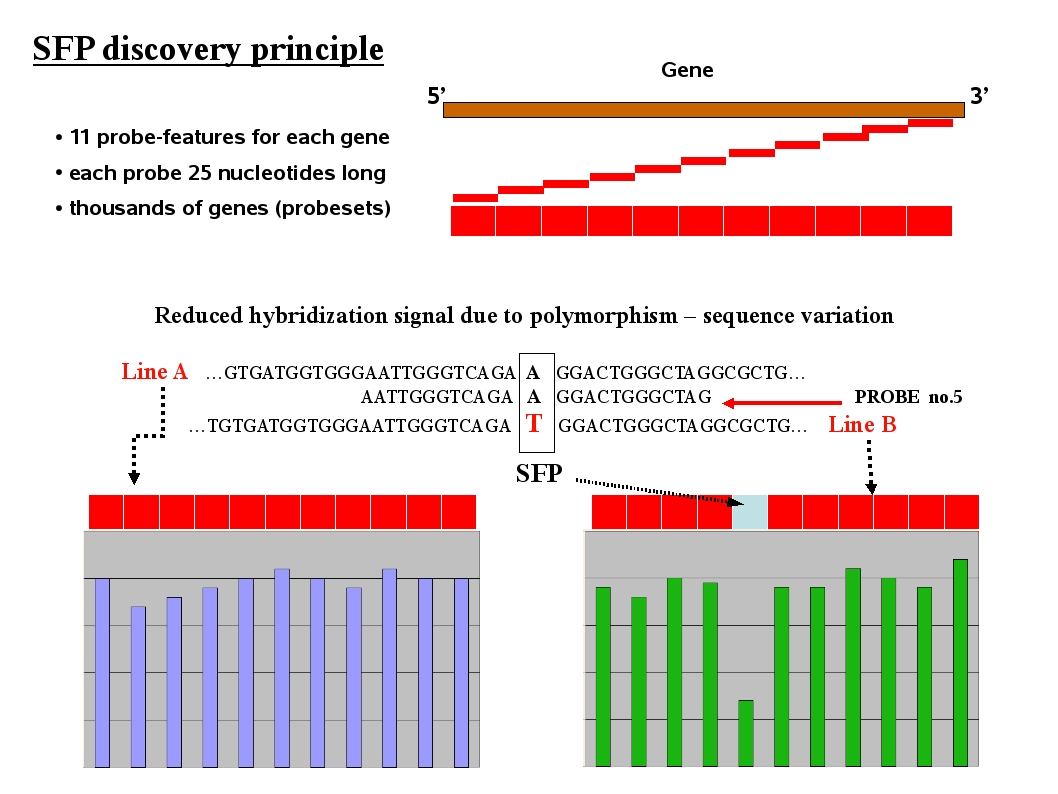
SFP discovery principle for gene probing

- RFLP, 제한효소 절편길이 다형성, Restriction fragment length polymorphism
- SSLP, 단순 염기서열 길이 다형성, Simple sequence length polymorphism
- AFLP, 유전자 증폭산물 길이 다형성, Amplified fragment length polymorphism
- RAPD, DNA 다형성 무작위 증폭, Random amplification of polymorphic DNA
- VNTR, 가변수 직렬반복, Variable number tandem repeat
- 미세부수체다형성, Microsatellite polymorphism, SSR, 단순 서열 반복, Simple sequence repeat
- SNP, 단일뉴클레오타이드 다형태, Single-nucleotide polymorphism
- STR, 단연쇄반복, Short tandem repeat
- SFP, 단일 특징 다형성, Single feature polymorphism
- DArT, Diversity Arrays Technology
- RAD 표지자, Restriction site associated DNA markers

## 참고 문헌
1. ↑  Pierce, Benjamin A. Genetics: A Conceptual Approach. 2nd edition.